# السحابة العمانية
مشروع السحابة العُمانية؛هو نموذج يتيح الوصول الشبكي السهل إلى موارد الحوسبة للمؤسسات - الممثلة في الطاقة الحاسوبية والتخزين وقواعد البيانات والبرامج - في مراكز بيانات شركة عمانتل عبر خطوط مخصصة أو الاترنت.

## تهدف إلى
تهدف السحابة العمانية إلى:
- حماية البيانات: عبر استضافتها محليا
- تسريع التحول الرقمي؛ من أجل دعم الاقتصاد الوطني
- تمكين المؤسسات وذلك وفقا لرؤية عُمان 2040[2]

## أهميتها
توفر السحابة العُمانية حلولا متخصصة لعدد من الشماريع، منها:
- النسخ الاحتياطي والتعافي من الكوارث
- التصوير الطبي
- المدن الذكية
- الحرم الجامعي الذكي
- التعليم الذكي
- حلول البيانات للجهات الحكومية
- الخدمات المصرفية الذكية
- الحلول البشرية الرقمية[3]

## ما يميزها
تتميز السحابة العُمانية بعدة ميزات منها:
- الالتزام باللوائح والقوانين المحلية والدولية
- المرونة العالية؛ لاستيعاب تغيرات السوق
- الابتكار واستخدام تقنيات متقدمة للتواصل بفعالية
- تحسين العمليات الإدارية
- التوسع للوصول إلى الأسواق العالمية[4]

## وصلات خارجية
- تدشين سحابة جبرين
- شراكة استراتيجية بين عمانتل وهواوي
- عمان تل تعزز ريادتها ف السلطنة باطلاق السحابة الوطنية